# Serra da Galga
A serra da Galga é uma elevação montanhosa localizada, no distrito de Jacarandira, município de Resende Costa, no estado de Minas Gerais, Brasil. É o ponto mais alto do município, com 1.309 metros de altitude.